# Municipio XVIII

Localisation de l'ancien Municipio XVIII sur la carte administrative de Rome avant 2013.

Le Municipio XVIII est une ancienne subdivision administrative de Rome.

## Historique
En mars 2013, il est remplacé par le nouveau Municipio XIII sur le même territoire.

## Situation
Le Municipio était constitué d'un territoire de forme allongée, s'étendant de l'est jusqu'à la limite de la commune de Rome à l'ouest. Il était limitrophe des Municipi XVI au sud, XVII à l'est et XIX au nord.

## Subdivisions
Administrativement, il était divisé en six zones urbanistiques :
- 18a - Aurelio Sud
- 18b - Val Cannuta
- 18c - Fogaccia
- 18d - Aurelio Nord
- 18e - Casalotti di Boccea
- 18f - Boccea